# Challenger de Lille 2025
El torneo Play In Challenger 2025 fue un torneo de tenis perteneció al ATP Challenger Tour 2025 en la categoría Challenger 125. Se trató de la 7ª edición; el torneo tuvo lugar en la ciudad de Lille (Francia), desde el 3 hasta el 9 de febrero de 2025 sobre pista dura bajo techo.

## Jugadores participantes del cuadro de individuales
| Preclasificado | País               | Jugador           | Rank1 | Posición en el torneo |
| 1              | Bandera de Francia | Benjamin Bonzi    | 62    | Segunda ronda         |
| 2              | Bandera de Italia  | Luca Nardi        | 83    | Primera ronda         |
| 3              | Bandera de Francia | Lucas Pouille     | 104   | FINAL                 |
| 4              | Bandera de Polonia | Kamil Majchrzak   | 115   | Segunda ronda         |
| 5              | Bandera de Bélgica | Raphaël Collignon | 124   | Baja                  |
| 6              | Bandera de Suiza   | Jérôme Kym        | 136   | Segunda ronda, retiro |
| 7              | Bandera de Francia | Grégoire Barrère  | 144   | Baja                  |
| 8              | Bandera de Bélgica | Alexander Blockx  | 146   | Cuartos de final      |
| 9              | Bandera de Italia  | Matteo Gigante    | 150   | Primera ronda         |

- 1 Se ha tomado en cuenta el ranking del 27 de enero de 2025.

### Otros participantes
Los siguientes jugadores recibieron una invitación (wild card), por lo tanto ingresan directamente al cuadro principal (WC):
- Benjamin Bonzi
- Arthur Gea
- Benoît Paire

Los siguientes jugadores ingresan al cuadro principal tras disputar el cuadro clasificatorio (Q):
- Arthur Bouquier
- Tom Gentzsch
- Lucas Marionneau
- Jakub Paulo
- Oleg Prihodko
- atrick Zahraj

## Campeones

### Individual Masculino
- Arthur Bouquier derrotó en la final a  Lucas Pouille por 6–3, 3–5 ret.

### Dobles Masculino
- Jakub Paul /  David Pel derrotaron en la final a  Karol Drzewiecki /  Piotr Matuszewski por 6–3, 6–4